# Melville (groupe)
Pour les articles homonymes, voir Melville.
Melville est un groupe de rock français, originaire de Paris. Il est formé en 1995 par trois anciens membres de Chelsea à la suite de sa dissolution : Emmanuel Tellier (chant et guitares), Étienne Dutin (guitares) et Pierre Palmieri (basse). Ils sont rejoints par le batteur Luc Durand. Le groupe se sépare le 7 avril 1999 après dernier concert à l’Élysée-Montmartre.

## Biographie

### Débuts et succès (1995—1998)
Formé en 1995 à Paris, Melville opte pour un son plus dur, plus brut, que celui pratiqué par son prédécesseur, le groupe Chelsea. Les textes d'Emmanuel Tellier sont désormais tous en français, et le groupe abandonne l’acoustique pour deux guitares électriques, dans une veine plus proche de R.E.M., des Auteurs et des Pixies. Pour la première fois au cours de leurs expériences musicales communes, Tellier, Dutin et Palmieri disposent d’un budget d'enregistrement très élevé, et le son de l'unique album de Melville, Est-ce que l'amour restera ?, s'en ressentira.
Enregistré en Angleterre à partir de juin 1996 (au studio The Chapel, dans le nord est du pays), mixé à Paris (au studio Gang, avec Phil Vinall, producteur de The Auteurs) puis complété à Bruxelles (au studio ICP, avec Erwin Autrique), Est-ce que l'amour restera ? marque les esprits par la qualité du son et le grain des guitares. Il recevra des chroniques plutôt positives dans l'ensemble des médias,, et s'écoulera à 15 000 exemplaires. Au cours de l’enregistrement, Melville s'attire les faveurs d’une toute nouvelle maison de disques, V2, fondée par Richard Branson (Virgin). Thierry Chassagne, directeur de V2 France, signe le groupe (ce sera la première signature de V2 en France), en rachetant les bandes à Alan Gac (Rosebud). C’est à l’initiative de Thierry Chassagne que le groupe part à Bruxelles parachever l'enregistrement avec des titres comme Allez allez ou Qu'importe ce qu’on dit (deux futurs singles).
Disposant de vrais moyens (deux clips, une tournée nationale avec Stereophonics, une première partie de Blur au Zénith, des apparitions dans les grands festivals – Eurockéennes, La Route du Rock...), Melville réussit un début de carrière plus qu’honorable. Plusieurs radios nationales diffusent Qu’importe ce qu’on dit qui, par ailleurs, obtiendra la note de « 4 clés » de Télérama (« ffff ») sous la plume de Philippe Barbot, alors que celui-ci ignorait qu’Emmanuel Tellier rejoindrait l'hebdo trois ans plus tard.

### Séparation (1999)
Au moment où s’engage le travail sur le deuxième album de Melville (dont les trois quarts des chansons sont écrites et existent en version démos), Thierry Chassagne quitte V2, et la nouvelle direction du label ne souhaite hélas pas poursuivre l’aventure avec le groupe. Melville donne son dernier concert le 7 avril 1999, à l’Élysée-Montmartre, lors d’une soirée de concerts en soutien du Gisti, avec Noir Désir, Louise Attaque, Les Rita Mitsouko, Dominique A, et Yann Tiersen, entre autres. Plus tard, Emmanuel Tellier remontera un projet avec Luc Durand : La Guardia publiera un album en 2005, Quinacridone rose (chez Artisan/Chronowax). L’album comprend notamment The Sound of Music, un des titres les plus diffusés sur Radio Nova cette année-là.

## Membres
- Emmanuel Tellier — chant, guit
- Pierre Palmieri — basse
- Étienne Dutin — guit
- Luc Durand — batterie

## Discographie
- 1997 : La Dérive (EP 4 titres)
- 1997 : Qu’importe ce qu’on dit (EP 4 titres)
- 1998 : Est-ce que l’amour restera ? (album 10 titres)
- 1999 : Allez allez (single)